# Sciotropis
Sciotropis är ett släkte av trollsländor. Sciotropis ingår i familjen Megapodagrionidae.
Kladogram enligt Catalogue of Life: